# 811 km
811 km (kaz. 811 км, ros. 811 км) – przystanek kolejowy w rejonie Szet, w obwodzie karagandyjskim, w Kazachstanie. Położony jest na linii Astana – Szu, na trasie Nowego Jedwabnego Szlaku. Leży wśród stepów, w oddaleniu od skupisk ludzkich.